# توموأكي سينو
توموأكي سينو (باليابانية: 清野 智秋) (29 سبتمبر 1981 في نييغاتا في اليابان – )؛ هو لاعب كرة قدم ياباني سابق كان يلعب كمهاجم.

## وصلات خارجية
- توموأكي سينو على موقع رابطة كرة القدم اليابانية للمحترفين (اليابانية)
- توموأكي سينو على موقع Soccerway.com (الإنجليزية)
- توموأكي سينو على موقع عالم كرة القدم.نت (الإنجليزية)